# Herzfenn
Herzfenn ist ein Weiler des Ortsteils Laudesfeld der Ortsgemeinde Auw bei Prüm und ein Weiler der Ortsgemeinde Oberlascheid im Eifelkreis Bitburg-Prüm in Rheinland-Pfalz.

## Geographische Lage
Herzfenn liegt auf den Gemarkungen der beiden Ortsgemeinden Auw bei Prüm (Bebauung nördlich der Landesstraße 1) und Oberlascheid (Bebauung südlich der Landesstraße 1). Geographisch liegt Herzfenn südwestlich von Auw bei Prüm in einer Entfernung von 2,4 km und nordöstlich von Oberlascheid in einer Entfernung von 4 km. Der Weiler liegt auf einer Hochebene und ist überwiegend von landwirtschaftlichen Nutzflächen und kleinen Wäldern im Norden und Süden umgeben. Südlich der Ansiedlung fließt der Donsbach.

## Kultur und Sehenswürdigkeiten

### Wegekreuz
Im Bereich des westlich von Herzfenn liegenden landwirtschaftlichen Betriebs befindet sich ein Wegekreuz auf der Gemarkung von Auw bei Prüm. Genauere Angaben hierzu liegen nicht vor.

### Naherholung
Rund um die Gemeinde Auw bei Prüm wurden diverse Wanderwege eingerichtet. Die Wanderwege verfolgen unterschiedliche Schwerpunkte: Eifel und Ardennen, Oberes Ourtal, Moore-Pfade, Schneifel und Schwarzer Mann, Fennbahn-Radweg, vier Themenwanderungen und den Grenzwanderweg. Letzterer führt auf rund 40 km entlang der deutsch-belgischen Grenze und ist vor allem für Touristen interessant.

## Wirtschaft und Infrastruktur

### Unternehmen
In Herzfenn sind ein Ferienhaus und ein landwirtschaftlicher Nutzbetrieb ansässig.

### Verkehr
Es existiert eine regelmäßige Busverbindung.
Herzfenn ist durch die Landesstraße 1 erschlossen, die durch den gesamten Weiler führt und diesen zu einem Straßendorf macht.